# Poczta Doktora Dolittle
Poczta Doktora Dolittle (ang. Doctor Dolittle's Post Office) – powieść dla dzieci z 1923 roku napisana przez Hugh Loftinga.
Jest czwartą w kolejności powstania książką napisaną przez Loftinga o doktorze Johnie Dolittle, jednak ze względu na chronologię zdarzeń uznaje się ją za piątą  część cyklu powieści.

## Opis fabuły
Podczas jednej ze swoich podróży do Afryki doktor Dolittle zauważa, jak wielkim utrudnieniem dla mieszkających tam ludzi jest brak sprawnie działającej poczty. Dlatego też postanawia zorganizować własną pocztę - umożliwiającą sprawne i szybkie przekazywanie listów pomiędzy mieszkańcami Afryki oraz innych części świata. Rolę listonoszy spełniać mają jaskółki oraz inne ptaki wędrowne. 